# 2012年ロンドンオリンピックのモーリタニア選手団
2012年ロンドンオリンピックのモーリタニア選手団（2012ねんロンドンオリンピックのモーリタニアせんしゅだん）は、2012年7月27日から8月12日までイギリスのロンドンで開催されたロンドンオリンピックモーリタニア選手団の名簿。

## 選手団
- 人員: 選手 2人
- 開会式旗手: ジドゥ・エル・モクタール

## 種目別選手・スタッフ名簿及び成績

### 陸上競技
| 選手                     | 種目     | 予選               | 予選 | 準決勝   | 準決勝   | 決勝     | 決勝     |
| 選手                     | 種目     | 結果               | 順位 | 結果     | 順位     | 結果     | 順位     |
| ------------------------ | -------- | ------------------ | ---- | -------- | -------- | -------- | -------- |
| ジドゥ・エル・モクタール | 男子200m | 22秒94 (自己新)    | 8着  | 予選敗退 | 予選敗退 | 予選敗退 | 予選敗退 |
| アイシャ・フォール       | 女子800m | 2分27秒97 (国内新) | 6着  | 予選敗退 | 予選敗退 | 予選敗退 | 予選敗退 |